# Simin-Operntheater

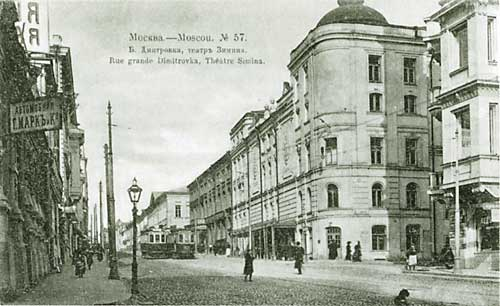
Simin-Operntheater

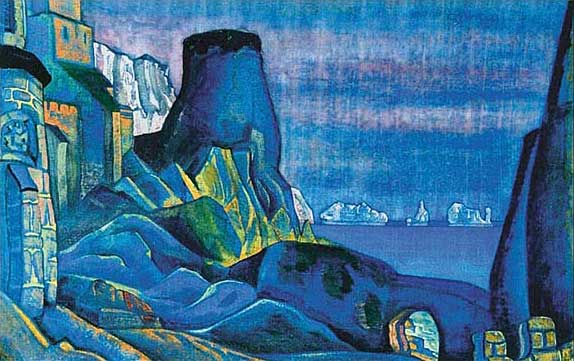
Nicholas Roerich: Tristan and Isolde, Zweiter Akt, im Simin-Operntheater

Das Simin-Operntheater war ein Opernhaus in Moskau, Russland.

## Geschichte
Das Simin-Operntheater wurde 1903 vom russischen Unternehmer Sergei Simin in Moskau gegründet.
Das Unternehmen realisierte die Uraufführungen solcher Opern wie Der goldene Hahn von Rimski-Korsakow, Soeur Béatrice von Alexander Tichonowitsch Gretschaninow und Izmena von Ippolitov-Ivanov. Dort fanden auch die russischen Erstaufführungen von La fanciulla del West (Puccini), Die Meistersinger von Nürnberg (Wagner), Iris (Mascagni) und Zazà (Leoncavallo) statt.
Viele bekannte russische und italienische Opernsängerinnen und Sänger traten in dem Unternehmen auf, darunter Georges Baklanoff, Lina Cavalieri, Fjodor Schaljapin, Leonid Sobinow, Walerija Barsowa, Titta Ruffo und Awrelija Dobrowolskaja.
Bühnenbilder und Kostüme wurden von russischen Künstlern wie Iwan Bilibin, Wiktor Wasnezow und Nicholas Roerich entworfen.
In der vierzehnjährigen Geschichte der Institution wurden mehr als 120 Opern aufgeführt.
Das Unternehmen wurde im Mai 1917 geschlossen.